# マリーナ・ロバチ
マリーナ・ロバチ（マリーナ・ロバッチ、ベラルーシ語：Марина Викентьевна Лобач、1970年6月26日 - ）は、ソビエト連邦・ベラルーシの元新体操選手。
1988年のソウルオリンピックではソ連・ブルガリアの各選手に10.00満点が連発し、ロバチは安定したほぼノーミスの演技で予選・決勝の全8演技で10.00点満点を記録。長年のライバルでもあるブルガリアのビアンカ・パノバが予選でのミスによりメダル争いから脱落し、猛追するアドリアナ・ドナフスカ、ソ連の新鋭アレクサンドラ・ティモシェンコを振り切り、個人総合1位・金メダルを獲得する。それにより1981年の世界選手権（ミュンヘン）より続いた新体操王国ブルガリアの王座を奪還することに成功する。1989年現役引退。

## 略歴
- 1985年、世界選手権大会（バリャドリッド）（個人総合7位、種目別ロープ2位、ボール5位）。
- 1986年、欧州選手権大会（フィレンツェ、イタリア）（個人総合6位、種目別：ロープ3位、リボン4位）。
- 1987年、世界選手権大会（ヴァルナ）（個人総合4位、種目別フープ1位・ロープ3位、クラブ3位、リボン4位）。
- 1988年、欧州選手権大会（ヘルシンキ）（個人総合4位、種目別:ロープ・リボン1位、クラブ3位）。
- 1988年、ソウルオリンピック（個人総合1位）。